# Erdschlussrelais
Erdschlussrelais sind Spannungsrelais zur Erfassung von Erdschlüssen in isoliert oder kompensiert betriebenen Stromnetzen. Für deren Anregung wird die Verlagerungsspannung in Drehstromsystemen beim Auftreten eines Erdschlusses verwendet. Kennzeichen eines Erdschlusses sind die herabgesetzte Spannung zwischen dem erdschlussbehafteten Leiter gegen Erde, sowie hingegen die erhöhte Spannung der nichtbetroffenen Leiter.
Beim satten Erdschluss führt der erdberührende Leiter praktisch keine Spannung gegen Erde, die gesunden Leiter des Drehstromsystems führen die höhere Dreieckspannung gegen Erde. Zwischen dem Sternpunkt des gesunden Drehstromsystems und dem Erdpotential tritt eine Verlagerungsspannung auf. Gewonnen wird diese Spannung mithilfe einer sogenannten offenen Dreiecksschaltung aus drei 100/3-V-Spannungswandler-Sekundärwicklungen, die bei Erdschluss einer beliebigen Phase jeweils (3-1) × 100/3 = 66 V, bei sattem Erdschluss ergibt. Das Relais ist für 0 - 66 V entsprechend 0 - Un/1,732 V ausgelegt.

## Dimensionierung
Der Ansprechwert des Erdschlussrelais wird zwischen 20 % und 30 % der Nennspannung eingestellt. Ein Einstellwert unter 20 % ist nicht üblich, da Netzunsymmetrien (durch Schieflast) Verlagerungsspannungen hervorrufen, die durchaus 10 % bis 15 % erreichen können. Trotz meistens geringerer Ansprechspannungen werden Erdschlussrelais für die volle Verlagerungsspannung ausgelegt. Um ein Ansprechen bei Erdschlusswischern zu vermeiden, kann dem Relais nach Bedarf ein Zeitglied mit Kommandozeiten bis maximal 3 Sekunden nachgeschaltet werden. Die Verlagerungsspannung tritt im galvanisch verbundenen Netz überall und unabhängig vom Fehlerort auf. Deshalb wird für jedes Netz aus Sicherheitsgründen eine permanente Erdschlussüberwachung gefordert. Ein erdschlussbehaftetes Netz kann bis zu zwei Stunden weiterbetrieben werden. In dieser Zeit muss die Suche des Fehlers mittels sogenannter Eingrenzungsschaltungen bzw. Fehlersuchschaltungen durchgeführt werden. Dabei werden Netzteile bzw. Abzweige nacheinander aus- und wiedereingeschaltet, bis man den erdschlussbehafteten Anlagenteil erfasst hat. Diese Methode ist sehr aufwendig und birgt die Gefahr der Erweiterung zum Doppelerdschluss durch einen sekundär hervorgerufenen Erdschluss.

## Erfassung bzw. Ortung des Erdschlusses

### Selektive Erdschlusserfassung
Durch eine selektive Erdschlusserfassung soll die Möglichkeit der gewollten Ausschaltung einer erdgeschlossenen Leitung erreicht werden. Dies bringt wesentliche Vorteile bei der operativen Steuerung von Netzen.
Als Messkriterium dienen Summennullstrom und Verlagerungsspannung, aus denen die Erdschlussrichtung ermittelt wird. Durch die Kapazitäten und Induktivitäten des Netzes ist der Eintritt eines Erdschlusses keine sprunghafte Erscheinung, sondern ein Ausgleichsvorgang, der in drei Etappen abläuft:
- Entladevorgang: An der Fehlerstelle bricht die Spannung zusammen. Die Kapazität des betroffenen Leiters wird über die Fehlerstelle entladen. Dies erfolgt mit Frequenzen von 500 bis 100.000 Hz.
- Aufladevorgang: Durch die Spannungserhöhung in den gesunden Leitern gegen Erde erfolgt eine zusätzliche Aufladung dieser Kapazitäten über die Transformatorenwicklungen mit Frequenzen zwischen 70 und 4000 Hz.
- Ausgleichsvorgang: Bei der Verwendung einer Erdschlusslöschdrossel erfolgt der Übergang zu einem stationären Vorgang bei Netzfrequenz.

### Wattmetrische Methode
Die wattmetrische Methode zur Erfassung von Erdschlussrichtungen wartet diesen Ausgleichsvorgang ab, ehe ein Ansprechen des Relais erfolgt.
Bei der wattmetrischen Erfassung in einem isoliert betriebenen Netz fließt beim Erdschluss ein kapazitiver Erdschlussstrom, der im fehlerbehafteten Abzweig viel größer ist als der im fehlerfreien Abgang. Hierbei kommt das Erdschlussrichtungsrelais zum Einsatz. Die Richtung der kapazitiven Blindleistung wird mit einem {\displaystyle \sin \phi }-Relais gemessen.
Die Erdschlussrichtungserfassung in einem kompensiert betriebenen Netz ist wesentlich problematischer. Hier sind die Stromverteilungen wesentlich ungünstiger als im isoliert betrieben Netz. Infolge der Kompensation fließt über die Fehlerstelle lediglich ein verbleibender Watt-Reststrom in Größenordnungen bis 5 % des kapazitiven Erdschlussstromes. Dieser sogenannte Wirkstrom wird zur Messung der Leistungsrichtung verwendet. Er setzt sich zusammen aus:
- dem Wirkanteil des Erdschlussstromes
- dem Ableitstrom der Isolation
- den Strömen aus Oberschwingungen im Netz

Demzufolge wird hier mit einem {\displaystyle \cos \phi } Relais gemessen. Die Kippgerade des Relais liegt nun aber so zur Verlagerungsspannung, dass die Winkelfehler der Strom- und auch der Spannungswandler den Richtungsentscheid fälschlich beeinflussen können. Deshalb kommen in der digitalen Schutztechnik Relais zum Einsatz, die Winkel im Bereich von 80° bis 89° ausblenden. Beim analogen Erdschlussrichtungsrelais werden über Stromwandler der Unsymmetriestrom des zu schützenden Abganges und über die {\displaystyle e-n} Wicklung der Spannungswandler die Sternpunkt-Erdspannung zugeführt. Tritt ein Erdschluss auf, vergleicht das Relais die Polarität von Ausgleichstrom und die Verlagerungsspannung. Liegt der Erdschluss in Auslöserichtung, spricht das Relais an. Nachteil des analogen Erdschlussrichtungsrelais ist, dass nach Anzeige und Speicherung eines Erdschlusses das Relais blockiert und somit keine weiteren auftretenden Erdschlüsse erfasst werden. Die Blockierung kann von Hand bzw. durch selbstständiges Rückstellen nach Verlöschen des Erdschlusses aufgehoben werden.
Um eine eindeutige Ermittlung eines Erdschlusses im kompensierten Netz zu erzielen, greift man auf die Methode der Erhöhung des Restwirkstromes zurück. Dazu wird die Sekundärwicklung der Erdschlussdrossel (Petersenspule) mit einem Widerstand so belastet, dass ein Erdschlussrichtungsrelais durch diesen erhöhten Wirkstromfluss zur Fehlerstelle sich eindeutig entscheiden kann. Bei dieser Anwendung des Prinzips ist darauf zu achten, das die transiente Situation des Erdschlusseintrittes abgeschlossen ist. Danach beginnt der automatische Ablauf der Restwirkstromerhöhung. Dieser Vorgang kann nach Bedarf wiederholt werden, wobei darauf zu achten ist, dass der zugeschaltete Widerstand in der Sekundärwicklung der Erdschlussdrossel meistens nur für Kurzzeitbetrieb ausgelegt ist und daher einer gewissen Abkühlzeit unterliegt.
In Netzen mit Erdschlusskompensation ist es möglich eine kurzzeitige Niederohmige Sternpunkterdung parallel zu betreiben (meist mit KE, KZE, oder auch selten KNOSPE abgekürzt), bei welcher etwa 150 ms nach Ansprechen des Erdschlussrelais die Erdschlusslöschspule mit
einem einpoligen Leistungsschalter, dem ein ca. 25- bis 50-Ohm-Widerstand in Reihe geschaltet ist, überbrückt wird, wodurch aus dem daraus sich einstellenden Strom die Schutzrelais des betroffenen Abzweiges ansprechen und zur Abschaltung führen. Der sich beim Überbrücken der Petersenspule ergebende Strom von rd. 500 A (30-kV-Netz) wird mittels einpol. Stromwandler erfasst. Dieses Verfahren hat den Vorteil, dass bei Leiter- oder Spannungstrichterberührung es zu stark verminderten Stromunfällen durch Spannung gegenüber bisheriger Verfahren kommt.

### Erfassung von Erdschlusswischern
Zusätzlich zum wattmetrischen Verfahren der selektiven Erdschlusserfassung ist die Erdschlusswischererfassung anwendbar. Hierbei werden die Ausgleichsvorgänge bei Erdschlusseintritt ausgewertet. Summennullstrom und Verlagerungsspannung bilden hier die Anregekriterien für die Erdschlussrichtung, da bei Beginn des Vorganges der Polaritätsvergleich dieser beiden Schwingungen einen Nachweis der Richtung darstellt. Gleiche Polarität bedeutet normalerweise immer eine Richtung. Dieser in der ersten Halbwelle der Schwingung nach Fehlereintritt stattfindende Vorgang kann nur mittels elektronischer Relais erfasst werden.

### Fehlerortung durch Einleitung eines Doppelerdschlusses
Jeder Erdschluss im isoliert oder kompensiert betriebenen Netz birgt die Gefahr der Erweiterung zum Doppelerdschluss. Beim Eintritt des Doppelerdschlusses kommt es zur Auslösung einer der beiden Fehlerstellen durch die jeweiligen Schutzrelais, da es sich hierbei um einen fast zweipoligen Kurzschluss handelt. Daher besteht – je nach Anlagenkonfiguration – die Möglichkeit, bewusst einen zweiten Erdschluss einzuleiten. Mit einer geeigneten zeitlichen Verzögerung des Schutzes der zweiten Erdschlussstelle wird der Schutz der ersten Erdschlussstelle angeregt und es erfolgt die Auslösung. Damit ist der Erdschluss geortet. Für diesen Vorgang ist eine Automatik erforderlich, die genau feststellt, in welchem Leiter der erste Erdschluss aufgetreten ist und danach einen zweiten Erdschluss in einem anderen Leiter einleitet. Dafür wird ein separater Leistungsschalter mit drei einzeln schaltbaren Polen benötigt.